# Osted Efterskole
Osted Efterskole ved Roskilde er en grundtvig/koldsk efterskole med elever i 9. og 10 klasse. Ud over de almindelige prøvefag tilbyder skolen en række linjefag som Kunstlinje, Musiklinje, Filmlinje, Gourmet (kokkelinje). Endvidere har skolen et internationalt sigte et linjefag, Global Iværksætter, udbydes i samarbejde med Folkekirkens Nødhjælp.
Osted Efterskole er godkendt som Cambridge International School, og eleverne har mulighed for undervisning på engelsk i flere fag og kan desuden aflægge prøve i Cambridge IGCSE.
Skolen lægger vægt på det fællesskabsdannende og har hver dag morgensang fra Højskolesangbogen eller Efterskolesangbogen. Osted Efterskole har plads til 126 elever, heraf op til 5 elever med fysiske handicaps som fx muskelsvind eller CP.
Skolens forstander siden 2017 er Per Krøis Kjærsgaard.
|  | Denne artikel om en bygning eller et bygningsværk kan blive bedre, hvis der indsættes et (bedre) billede. Du kan hjælpe ved at afsøge Wikimedia Commons for et passende billede eller lægge et op på Wikimedia Commons med en af de tilladte licenser og indsætte det i artiklen. |

55°33′55″N 11°58′19″Ø / 55.565303°N 11.972025°Ø